# Marienkirche (Altmügeln)

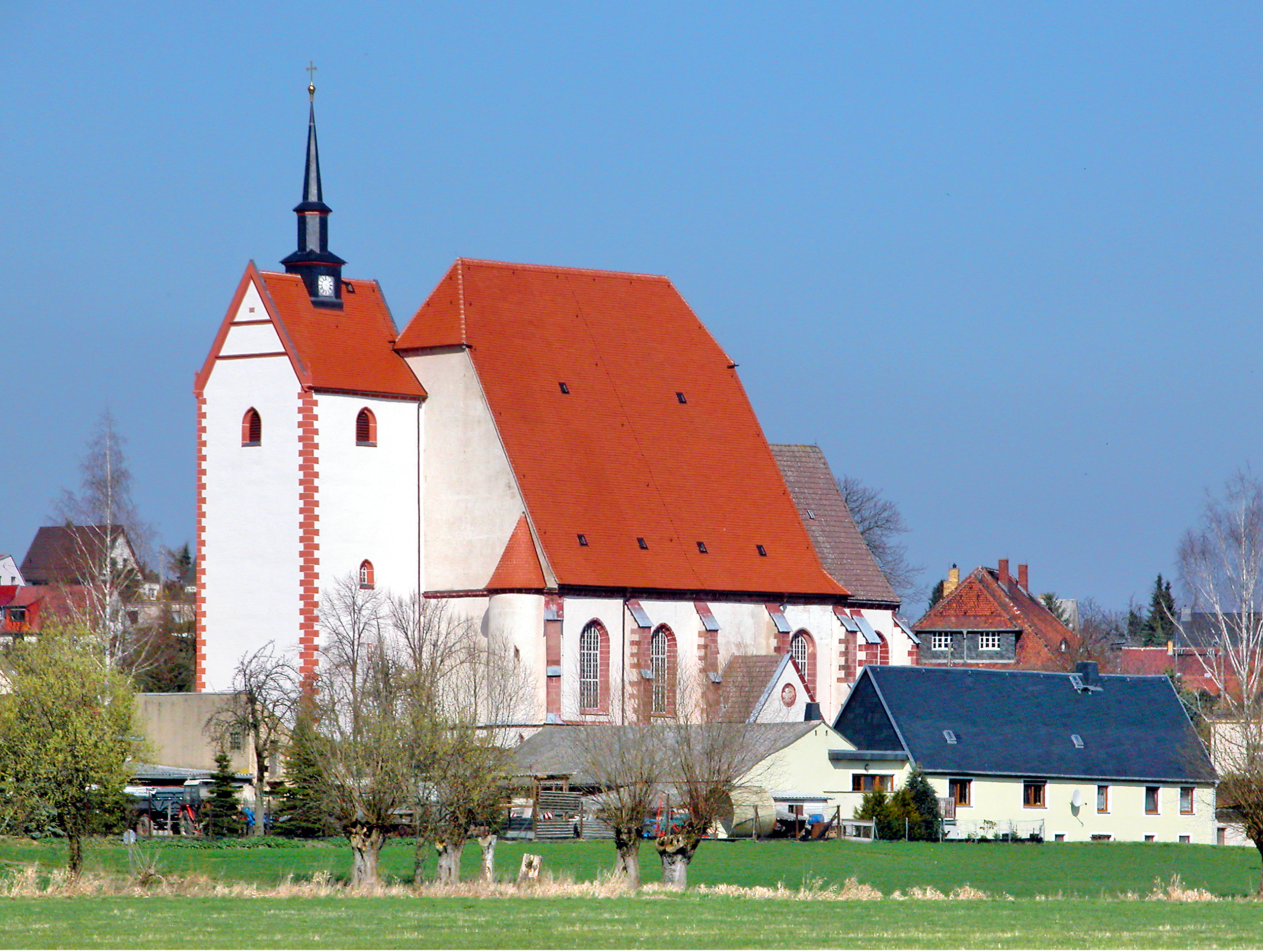
Marienkirche (Altmügeln)

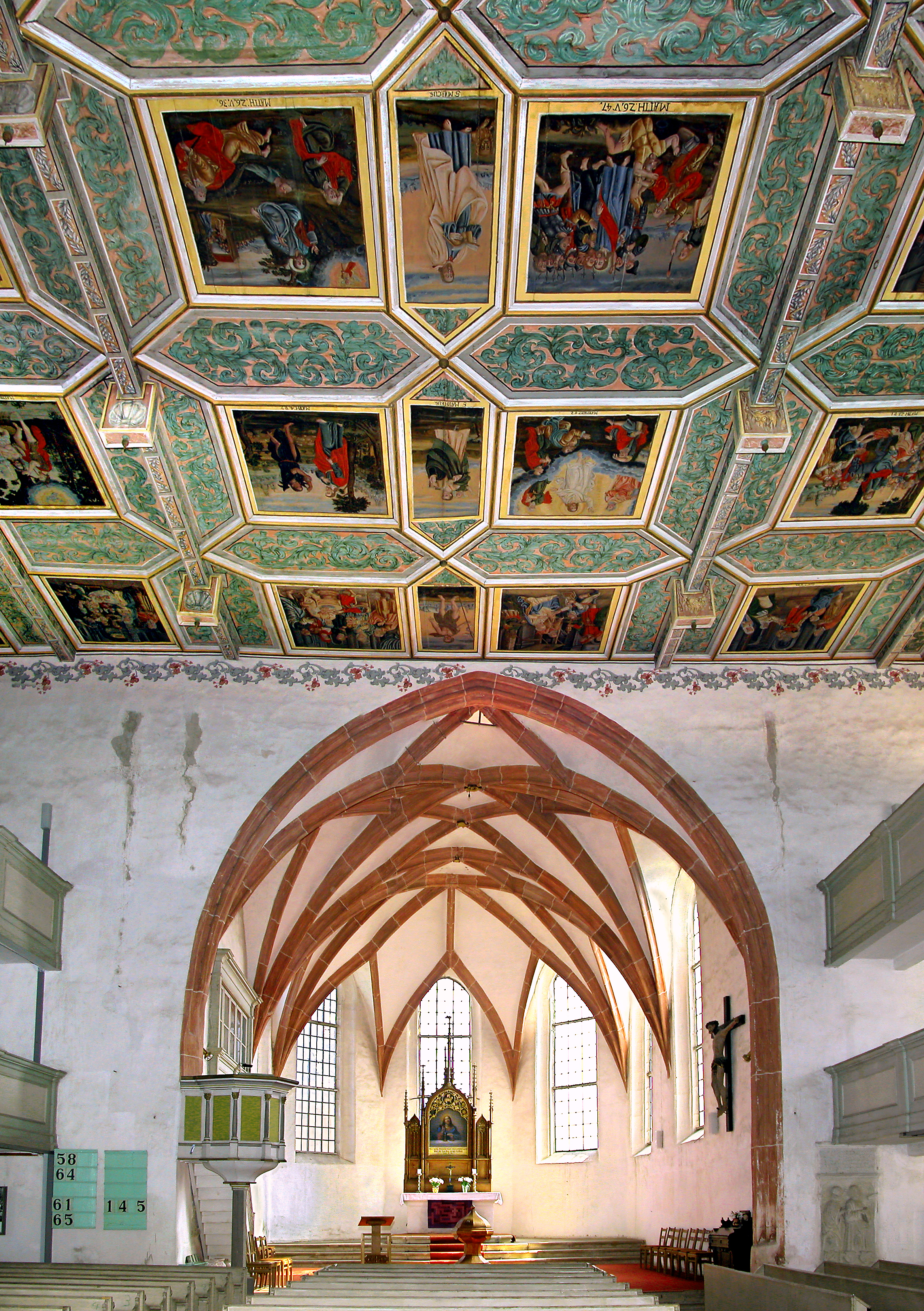
Innenansicht

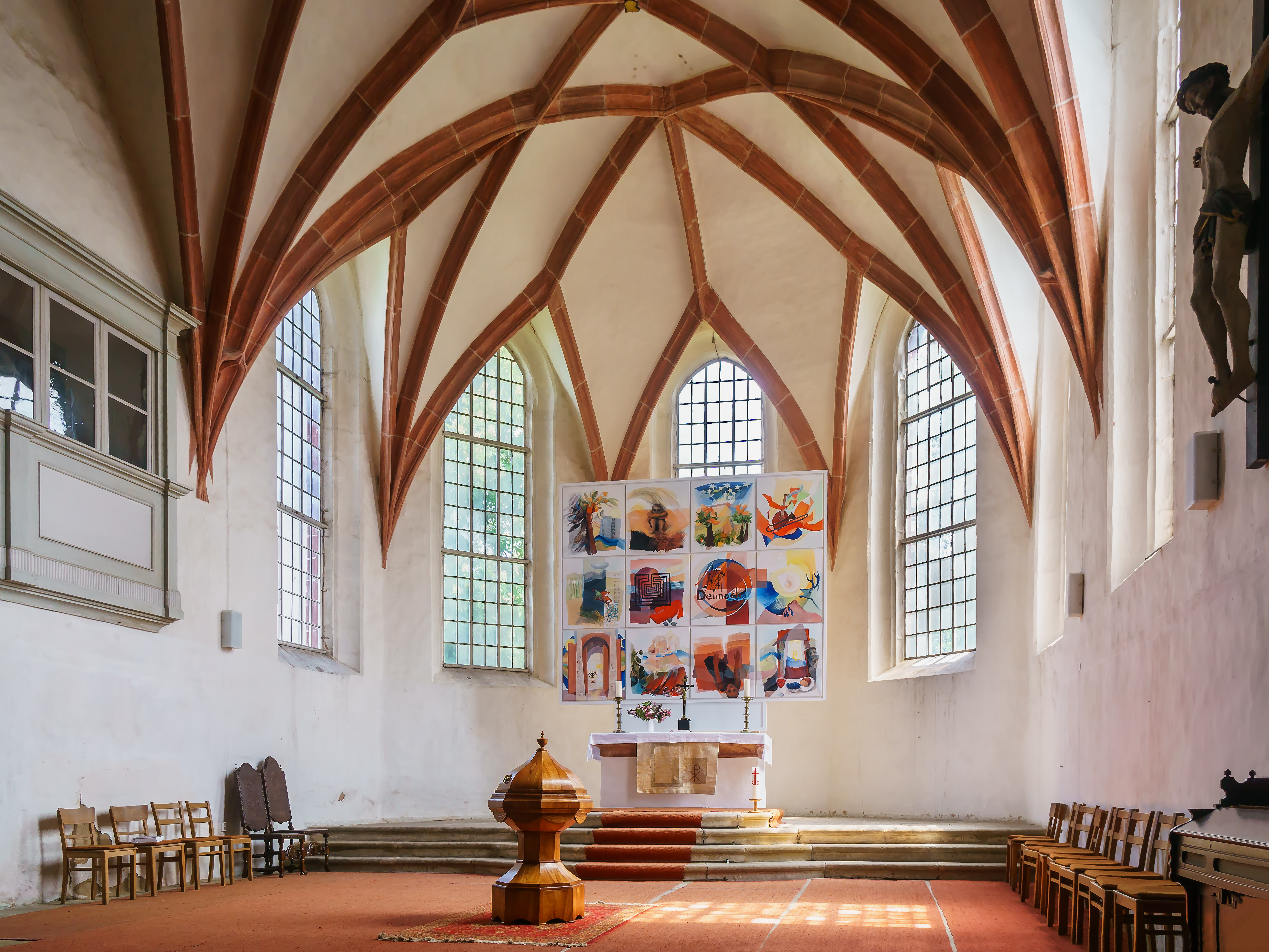
Altar

Die evangelische Marienkirche ist eine große spätgotische Saalkirche im Ortsteil Altmügeln von Mügeln im Landkreis Nordsachsen in Sachsen. Sie gehört zur Kirchengemeinde Oschatzer Land im Kirchenbezirk Leisnig-Oschatz der Evangelisch-Lutherischen Landeskirche Sachsens.

## Geschichte und Architektur
Die ehemalige Wallfahrtskirche ist eine große Saalkirche mit einem Krüppelwalmdach in Turmhöhe; ein Vorgängerbauwerk bestand bereits vor dem Jahr 984. Das heutige Bauwerk wurde mit Unterstützung des Bischofs Johann VI. von Meißen zwischen 1478 und 1522 erbaut. Es war ursprünglich als Hallenkirche geplant, der Westturm ist im Kern älter. Nach einem Brand im Jahr 1536 erfolgte eine Wiederherstellung, der Umbau und Einzug der heutigen Holzdecke in den Jahren 1719/20, eine eingreifende Modernisierung mit Entfernung eines großen Teils der Ausstattung im Jahr 1835, der Umbau des Turms 1855 und 1880. Eine Restaurierung des Innern erfolgte 1899, die Decke wurde 1956/57 und das Äußere 1983–85 renoviert.
Das Bauwerk ist ein verputzter Bruchstein- und Ziegelbau mit Fünfachtelschluss und Strebepfeilern: die Gliederungen sind in Rochlitzer Porphyr ausgeführt. Ein Portal im Süden mit Vorhalle erschließt das Bauwerk, das von spitzbogigen Fenstern erhellt wird. Der nicht axial stehende Westturm ist mit Satteldach und zierlichem Dachreiter versehen.
Im Innern überrascht die Breite des Raumes im Verhältnis zur Höhe, beachtenswert ist die Aufhängung der hölzernen Kassettendecke, die im Jahr 1720 prachtvoll von Johannes Roßberg aus Oschatz bemalt wurde. In den mit profilierten Leisten unterteilten Feldern sind mit Rankenwerksrahmung 56 szenische Darstellungen aus dem Neuen Testament, in den Mittelfeldern Johannes der Täufer, Paulus und die Evangelisten zu sehen. Der Chor ist mit Sterngewölbe und quadratischem Vorjoch gebildet, an seiner Nordseite ist die Sakristei mit einer Loge, in der Südvorhalle ein Sterngewölbe von 1522 eingebaut. An den Seiten ist der Raum mit zweigeschossigen Emporen eingefasst.

## Ausstattung
Das Hauptstück der Ausstattung ist ein neugotischer Altar mit einer gemalten Darstellung der Einsetzung des Abendmahls im Zentrum. Von der alten Ausstattung ist ein lebensgroßer Kruzifixus des 16. Jahrhunderts erhalten.
Die Orgel ist ein Werk von Erler aus Börtewitz aus dem Jahr 1859. Grabdenkmäler aus Sandstein erinnern an Paul Wagner und seine Frau und wurden von Christoph Walther I im Jahr 1536 geschaffen; das ausdrucksvolle Relief zeigt eine Darstellung des knienden Paares in Dreiviertelansicht. Weitere Grabmäler sind Pastor Bartholomäus Rosenbaum († 1697) (mit einem Brustbild des Verstorbenen in Relief) sowie zwei Kindern der Familie von Canitz (mit einer Darstellung eines Knaben und eines Mädchens im Totenhemd aus dem Jahr 1592) gewidmet.
Zwei Stahlglocken aus dem Jahr 1958 dienen als Geläut.